# Élection présidentielle américaine de 1876
L'élection présidentielle américaine de 1876 vit l'élection, à une voix de grand électeur près, du républicain Rutherford B. Hayes contre le démocrate Samuel Jones Tilden, qui avait pourtant obtenu la majorité absolue des voix des citoyens.
Cette élection ne fut acquise qu'après un compromis entre républicains et démocrates à la suite d'un contentieux électoral très important, qui faillit mener à l'impasse constitutionnelle. L'acceptation par les démocrates de l'élection de Hayes fut le prix à payer pour que les républicains mettent fin à la Reconstruction, et donc à la mise sous tutelle des États du Sud.
En tout état de cause, les démocrates sudistes, appelés Dixiecrats, purent, après 1877, reprendre le pouvoir dans tous les anciens États confédérés et réintroduire une politique de discrimination raciale, connue sous le nom de lois Jim Crow, qui écarta pour près d'un siècle les Noirs du sud de tout rôle public. Parallèlement, les républicains disparaissaient du paysage politique des États du Sud avant de n'émerger de nouveau qu'au cours des années 1960 et 1970.

## Désignation des grands électeurs
Les trente-huit États de l'Union participèrent à la désignation des grands électeurs, soit un de plus qu'en 1872, du fait de l'adhésion du Colorado, incorporé à l'Union en août 1876. Cet État fut d'ailleurs le seul à faire désigner ses grands électeurs par la législature de l'État, pour des raisons pratiques, les autres ayant recours au vote des citoyens. Ce fut aussi la dernière fois que des grands électeurs furent désignés de cette façon.
Au total, 369 Grands électeurs étaient à désigner. Cette désignation posa des problèmes assez importants qui plongèrent les États-Unis dans une crise institutionnelle importante.

## Investiture des candidats

### Parti républicain
Le Parti républicain n'était plus, à l'issue du deuxième et dernier mandat du président Grant, dans la situation d'hégémonie qui avait marqué la phase politique suivant immédiatement la guerre de Sécession. La crise de 1873, directement liée à la décision du président Grant d'abandonner le bimétallisme monétaire et de ne fonder la valeur du dollar que sur l'étalon-or, entamée par la banqueroute de la Northern Pacific Railway, avait plongé le pays dans une grave dépression économique qui ne devait s'achever que dans le courant de l'année 1877.
Le Parti républicain, marqué par ailleurs par plusieurs scandales liés à la corruption, avait du coup, perdu la majorité au Congrès lors des élections de mi-mandat de 1874, et se présentait aux électeurs avec de lourds handicaps.
Cette conjoncture déjà peu favorable était rendue encore plus difficile par la profonde division interne au parti. Face à la montée en puissance du chef de la minorité du Congrès, le représentant du Maine James Blaine, ancien Speaker de la Chambre entre 1869 et 1875, et, surtout, chef de file des modérés du parti, composante centriste tentant de faire le lien entre les anciens républicains libéraux et les républicains « radicaux » ayant évolué vers le conservatisme, qui étaient les principaux défenseurs du président sortant, Grant indiqua publiquement, en mai 1875, qu'il accepterait l'investiture du parti pour un troisième mandat s'il était sollicité.
Les républicains eurent donc d'abord à lever cette hypothèque, ce qui fut fait dans le courant de l'année 1875, lorsque le parti confirma par un vote au sein du Congrès son attachement à la tradition de limiter à deux le nombre de mandats présidentiels.
La candidature de Blaine, qui semblait dès lors acquise, se désintégra contre le mur d'un scandale. Blaine fut soupçonné d'avoir influencé le Congrès dans certains votes en faveur d'une compagnie de chemin de fer, en contrepartie d'actions gratuites dans cette compagnie. La rumeur prit naissance en février 1876, et fut amplifiée lorsque la presse eut connaissance, en mai, d'informations plus précises à ce sujet.
Il est tout à fait significatif que ces fuites médiatiques n'aient pas été orchestrées par des démocrates, mais par deux rivaux de Blaine à l'investiture républicaine, Benjamin Bristow et Rutherford B. Hayes.
Blaine fut mis sous le coup d'une enquête parlementaire en mai, mais fut sauvé par son départ de la Chambre. Il fut en effet nommé sénateur du Maine, pour pourvoir à une vacance, en juillet.
Entretemps, la Convention nationale du Parti républicain s'était tenue à Cincinnati du 14 au 16 juin, en pleine période d'attaques très intenses contre Blaine, qui avança tout de même sa candidature.
Face à lui, il trouva Benjamin Bristow. Ce juriste était entré dans l'administration Grant en 1873 comme avocat général au ministère de la Justice, puis comme secrétaire du Trésor (1874-1876), où il avait reçu mission de lutter contre la corruption. Il ne le fit que trop bien, et s'attira l'hostilité du président Grant lorsqu'il mit en cause l'intégrité du secrétaire particulier de celui-ci, Orville Babcock. Cela lui valut d'être renvoyé en juin 1876, et de devenir le champion de l'aile libérale et réformatrice du parti.
Le sénateur de l'Indiana, Oliver Morton, espérait aussi profiter du fait que son État était considéré comme un État-clef de l'élection pour s'imposer, mais ses positions très « radicales » l'éloignaient des libéraux, et ses positions inflationnistes en faisant une bête noire des conservateurs. Par ailleurs, ses liens avec Grant, qui auraient pu être un atout, se révélèrent un handicap, et ce d'autant plus que le président sortant se choisit un autre champion : Roscoe Conkling, sénateur de New York.
Celui-ci, cependant, apparaissait comme un peu trop ambitieux, et trop individualiste, et s'était aliéné bien des républicains.
Le premier jour de la convention fut consacré à l'élaboration du programme républicain, qui comportait un volet important sur l'égalité des droits, mais aussi la séparation des Églises et de l'enseignement public, la mise en place d'un système de retraite pour les anciens combattants, et optait pour le protectionnisme.
L'étoile de Blaine sembla se raviver après un discours particulièrement brillant de Robert Ingersoll en sa faveur. Mais la désignation du candidat étant repoussée au lendemain, les différentes factions eurent le temps de s'organiser pour contrer cette étonnant retournement.
Au premier tour de scrutin, Blaine arriva en tête avec 285 voix. Oliver Morton en obtenait 124, talonné par Bristow avec 113. Roscoe Conkling était déjà distancé avec seulement 99 voix.
Le gouverneur de l'Ohio, Rutherford Hayes, qui semblait être un candidat de compromis des adversaires de Blaine, réunissait 61 voix sur son nom, tandis que le gouverneur de Pennsylvanie John Hartranft, qui visait surtout la vice-présidence, affichait ses soutiens en obtenant 58 voix.
Les trois premiers tours de scrutin ne marquèrent pas de changements sensibles dans le rapport de force. Les partisans d'Hayes firent donc jouer l'accord qu'ils avaient conclu avec les autres adversaires de Blaine au soir du premier jour de la convention, pour obtenir leur ralliement. Après leur retrait, au cinquième tour, Hayes fut désigné par 384 voix contre 351 à Blaine, tandis que Bristow réunissait encore 21 bulletins.
Hayes, désigné à 6 voix de majorité, annonça dans son discours d'investiture, qu'il ne briguerait qu'un seul mandat, conformément aux positions de l'aile la plus libérale du parti.
La convention désigna ensuite un autre inconnu, le représentant de New York William Wheeler, comme candidat à la vice-présidence.

### Parti démocrate
Fort de ses victoires lors des élections précédentes au Congrès, le Parti démocrate pensait son heure venue de retrouver la Maison Blanche. Un consensus assez général se fit autour de l'idée de trouver un candidat « neuf », issu de la nouvelle génération démocrate.
Face à deux vieux routiers, le gouverneur de l'Indiana Thomas Hendricks et le général Winfield Scott Hancock, le gouverneur de New York, Samuel Jones Tilden, n'eut aucun mal à s'imposer lors de la convention nationale, qui se réunit à Saint-Louis, du 27 au 29 juin.
Tilden avait derrière lui une longue carrière dans l'appareil du Parti. Il avait été président du Parti démocrate pour l'État de New York de 1866 à 1874, directeur de campagne de Horatio Seymour en 1868, et n'avait obtenu son premier mandat électif qu'en 1872, lorsqu'il avait été élu à la Législature de l'État de New York. Depuis 1874, il était Gouverneur de cet État.
Dès le premier tour de scrutin, il l'emporta par 535 voix contre 140,5 à Hendricks et 70 au général Hancock. Afin d'unifier au maximum les démocrates, Tilden choisit Hendricks, élu d'un État-clef pour la conquête de la présidence, comme candidat à la vice-présidence.
Le programme adopté était en contrepied complet de la politique de Grant : condamnant de la « reconstruction », dénonçant la corruption, réclamant le retour au bimétallisme, et proposant une politique modérément protectionniste.

### Parti national réformateur de la prohibition
Les prohibitionnistes désignèrent, le 17 mai, à Cleveland, le général Green Clay Smith comme candidat à la présidence, et G.T.Stewart, de l'Ohio, comme candidat à la vice-présidence.

### Parti national Greenback
Le Parti national « Greenback » avait été créé en 1874 à Indianapolis. Parti agrarien, créé au départ par des agriculteurs frappés par la crise de 1873, il tire son nom du surnom donné aux billets de banque émis pendant la guerre de Sécession. Son principal axe politique était l'abandon de l'étalon-or ou argent, et la mise en place d'un système monétaire contrôlé par l'État fédéral.
Sa convention réunit du 16 au 18 mai, à Indianapolis, 239 délégués représentant 17 États. Peter Cooper, un philanthrope de 85 ans, fut désigné comme candidat à la présidence, et le sénateur de Californie Newton Booth comme candidat à la vice-présidence. Celui-ci ayant décliné l'investiture, ce fut l'ancien représentant de l'Ohio, républicain indépendant, Samuel Fenton Cary, qui fut finalement colistier de Cooper.

## Campagne électorale
Comme il était de coutume à l'époque, aucun des deux candidats ne mena lui-même campagne, cette tâche étant dévolue aux militants des partis, qui n'hésitèrent pas à user d'arguments de bas étage.
Ainsi, les Démocrates insistèrent sur les nombreuses affaires de corruption qui avaient marqué la présidence Grant, tandis que les Républicains continuaient d'associer les Démocrates aux « rebelles » sudistes de la guerre de Sécession, autour du slogan « Tous les Démocrates n'étaient pas des rebelles, mais tous les rebelles étaient des Démocrates. »
Plus au fond, ils mirent en avant la santé déclinante de Tilden, et le fait que le ticket démocrate présentait des candidats en total désaccord sur la question de la monnaie.
Du côté démocrate, la campagne fut organisée par un trio composé du président du parti, Abram Hewitt, du directeur du New York World, Manton Marble et du Secrétaire d'État de New York, John Bigelow. Leur objectif était de faire basculer l'État de New York, jugé crucial pour l'élection. Parallèlement, la majorité démocrate du Congrès précipita l'entrée du Colorado dans l'Union, comptant sur les voix des électeurs de cet État pour augmenter les chances de Tilden (ce qui fut d'ailleurs une erreur, les trois électeurs votant pour Hayes). Les démocrates firent essentiellement campagne autour de la moralisation de la vie politique, et sur la réconciliation nationale. Dès les premiers résultats des élections parlementaires, l'avantage semblait de leur côté.
Pour sa part, le National Greenback Labor Party mena aussi une campagne active, qui lui permit de décrocher 12 sièges au Congrès lors des élections parlementaires, mais sans que cela ait une réelle influence sur le résultat de la présidentielle.
Les électeurs noirs furent l'objet de manœuvres d'intimidation dans tout le Sud. Les bulletins de vote furent en grand nombre falsifiés dans l'Oregon, en Caroline du Sud, en Floride, en Louisiane et en Géorgie. En Floride, la Central Railroad remit à ses employés des bulletins de vote numérotés en faveur du Parti démocrate et avertit que tous les employés dont le bulletin ne réapparaîtraient pas seraient renvoyés. Des trains transportant les urnes vers des localités jugées favorables à la partie adverse furent attaqués aussi bien par des Démocrates que des Républicains et les urnes volées.
À Washington, des Républicains montèrent un « réseau de la poste » qui détourna de fortes sommes pour financer la campagne de Hayes, corrompre des agents et acheter des voix. D'autres Républicains en firent de même à New York.

## Résultats et contentieux électoral
Les résultats de l'élection présidentielle furent très serrés et très contestés. Si Tilden arrivait en tête du vote des citoyens, les Républicains firent annuler de nombreux bulletins démocrates en Caroline du Sud (Grant venait d'y faire déployer 33 compagnies de l'armée) , en Floride et en Louisiane pour permettre à Hayes de remporter ces trois États.
Hayes fut finalement, après des semaines de controverse qui faillirent replonger les États-Unis dans la guerre civile, proclamé vainqueur des élections, à une voix de grand électeur près. En échange, les Républicains s'engagèrent à mettre un terme à la Reconstruction en retirant du Sud les troupes fédérales.
| Candidats           | Parti  | Parti                          | Vote populaire | Vote populaire | Collège électoral |
| ------------------- | ------ | ------------------------------ | -------------- | -------------- | ----------------- |
| Rutherford B. Hayes |        | Parti républicain              | 47,93 %        | 4 034 311      | 185               |
| Samuel Jones Tilden |        | Parti démocrate                | 50,97 %        | 4 288 546      | 184               |
| Peter Cooper        |        | National Greenback Labor Party | 0,90 %         | 75 973         | 0                 |
| Autres              | Autres | Autres                         | 0,17 %         | 14 271         | 0                 |